# Robinsons muspungråtta
Robinsons muspungråtta (Marmosa robinsoni) är en pungdjursart som beskrevs av Outram Bangs 1898 och som ingår i familjen pungråttor. IUCN kategoriserar arten globalt som livskraftig.

## Utseende
Arten har en absolut kroppslängd av 28 till 37,5 cm, inklusive en 15 till 21 cm lång svans. Den är så större än de flesta andra medlemmar av samma släkte och den har även större öron. Pälsens färg på ovansidan är främst kanelbrun, men ofta förekommer skuggor i röd, grå eller ljusbrun. Buken är täckt av gulbrun päls. Liksom andra dvärgpungråttor har Robinsons muspungråtta svarta regioner kring ögonen som liknar en ansiktsmask. Svansen är täckt med fjäll samt fina vita hår och den används som gripverktyg.
Robinsons muspungråtta väger 26 till 110 g och honor är lättare än hanar. Arten tillhör pungdjuren men honor saknar pung (marsupium).

## Utbredning och habitat
Pungdjuret har tre från varandra skilda utbredningsområden i Panama, Colombia och västra Venezuela. Habitatet varierar mycket mellan bland annat fuktiga skogar, savanner och mangrove. Djuret vistas i låglandet och på upp till 2 600 meter höga bergstrakter.

## Ekologi
Vilda individer lever utanför parningstiden ensam och de vandrar ofta längre sträckor. Muspungråttor som hölls i fångenskap upprättade en hierarki. Arten är aktiv mellan skymningen och gryningen och den äter främst insekter samt frukter och troligen några små ryggradsdjur. Exemplar i fångenskap matades till exempel med möss, småfåglar, daggmaskar och nattfjärilar. Robinsons muspungråtta är antagligen opportunistisk angående sovplatsen. Den hittades vilande i trädens håligheter, i fågelholkar och ofta i bananstockar. I flera fall åkte arten eller andra dvärgpungråttor med bananleveranser som fripassagerare till USA.
Fortplantningen sker främst vid slutet av den torra perioden eller under regntiden. Honan är cirka 14 dagar dräktig och föder sedan upp till 15 ungar. Det genomsnittliga antalet ungar per kull varierar beroende på studie mellan 6 och 9. De underutvecklade ungarna är vid födelsen bara 8 till 12 mm långa och 60 till 100 mg tunga. De kravlar fram till en av moderns spenar och suger sig fast. Efter cirka 29 dagar börjar pälsen växa och efter cirka 39 dagar öppnas ögonen och öronens öppningar. Sedan kan de självständig utforska området kring gömstället. Ungarna börjar efter 50 till 58 dagar med fast föda.
Efter cirka 270 dagar har honor en vikt av 27 till 42 g och de blir könsmogna. Hanar kan fortplanta sig när de väger omkring 60 g. Robinsons muspungråtta lever ungefär ett år i naturen.

## Underarter
Arten delas in i följande underarter:
- M. r. chapmani
- M. r. fulviventer
- M. r. grenadae
- M. r. isthmica
- M. r. luridavolta
- M. r. robinsoni
- M. r. ruatanica
- M. r. simonsi